# Rally El Corte Inglés de 1980
El Rally El Corte Inglés de 1980, oficialmente 4.º Rally El Corte Inglés, fue la cuarta edición y la decimoctava ronda de la temporada 1980 del Campeonato de España de Rally. Se celebró del 4 al 5 de octubre y contó con un itinerario de diecisiete tramos que sumaban un total de 433 km cronometrados.

## Clasificación final
| Pos. | Piloto                 | Copiloto                  | Automóvil           | Tiempo  | Diferencia |
| ---- | ---------------------- | ------------------------- | ------------------- | ------- | ---------- |
| 1.   | Marc Etchebers         | Marie-Christine Etchebers | Porsche 911 SC      | 1:14:14 | 0.0        |
| 2.   | Carlos Alonso-Lamberti | José Manuel Marrero       | Opel Kadett GT/E    | 1:16:37 | +2:23      |
| 3.   | Beny Fernández         | José Luis Sala            | Opel Ascona         | 1:17:29 | +3:15      |
| 4.   | Orlando Alonso         | Pedro Díaz                | Volkswagen Golf GTi | 1:18:50 | +4:36      |
| 5.   | Manuel Suárez          | Miguel Lozano             | Honda Civic         | 1:21:42 | +7:28      |
| 6.   | "Pancho el Uruguayo"   | José L. de Vera           | Isuzu Gemini        | 1:21:46 | +7:32      |
| 7.   | José Luis Sallent      | Guillermo Barreras        | Opel Ascona         | 1:22:07 | +7:53      |
| 8.   | Ramón Dávila           | Agustín Travieso          | Isuzu Gemini        | 1:24:18 | +10:04     |
| 9.   | Octavio Monzón         | Juan A. Santana           | Isuzu Gemini        | 1:25:07 | +10:53     |
| 10.  | Eugenio Montoro        | José A. Medina            | SEAT 124-100        | 1:25:26 | +11:12     |